# Sant Cristòfol del Perelló
Sant Cristòfol del Perelló és una església del Perelló (Baix Ebre) inclosa a l'Inventari del Patrimoni Arquitectònic de Catalunya.

## Descripció
Església de planta circular. La planta ve donada per sis contraforts que serveixen d'estructura per formar aquest cercle. A la part central superior de la façana es troba una peça triangular, a mode d'espadanya.
A la part superior de la porta principal, hi ha un voladís, i als costats de la porta hi ha gelosies d'obra que serveixen de finestres.